# Tutaibo velox
Tutaibo velox är en spindelart som först beskrevs av Eugen von Keyserling 1886.  Tutaibo velox ingår i släktet Tutaibo och familjen täckvävarspindlar. Inga underarter finns listade i Catalogue of Life.